# 상하이 외국어대학
상하이 외국어대학(上海外国語大学)는 중국 상하이에 위치한 대학교이다.